# Echium virescens
Echium virescens là loài thực vật có hoa trong họ Mồ hôi. Loài này được DC. mô tả khoa học đầu tiên năm 1813.